# Blue Ant Entertainment
Rock Entertainment (anciennement RTL CBS Entertainment et Blue Ant Entertainment) est une chaîne de télévision de divertissement en langue anglaise desservant l'Asie du Sud-Est, détenue et produite par Rock Entertainment Holdings. Ce canal, lancé en septembre 2013, qui met l'accent sur les spectacles de divertissement et de variété, est diffusé en haute définition. En l'espace de 2 ans, la chaîne est devenue disponible aux téléspectateurs philippins, avec un flux séparé.
Le 1er janvier 2018, la chaîne a été renommée Blue Ant Entertainment après son acquisition par Blue Ant Media. Elle était jusqu'alors une coentreprise entre RTL Group et CBS Studios International. 

## Identité visuelle

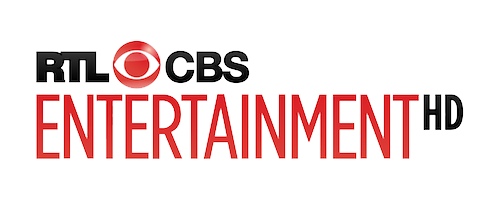
Logo de RTL CBS Entertainment de 2013 à 2018.
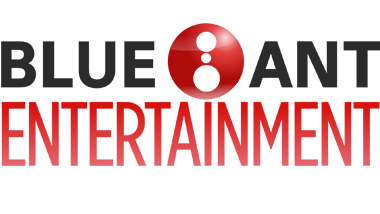
Logo de Blue Ant Entertainment de 2018 à 2021.
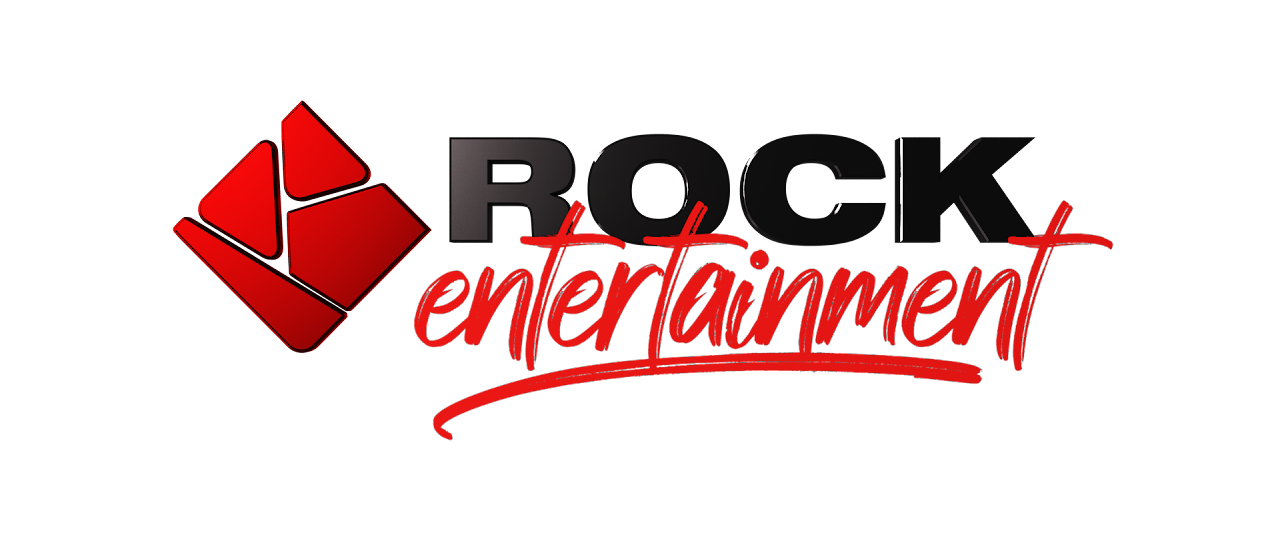
Logo de Rock Entertainment depuis 2021.